# Mali aux Jeux paralympiques
Le Mali a participé pour la première fois aux Jeux paralympiques aux Jeux paralympiques d'été de 2000 à Sydney et n'a remporté aucune médaille depuis son entrée en lice dans la compétition.   
C'est la Fédération malienne de sports pour personnes handicapées qui s'occupe de la liaiso entre les athlètes et le Comité international paralympique.